# Béla Rerrich
Béla Rerrich (ur. 26 listopada 1917 w Budapeszcie, zm. 24 czerwca 2005 w Saltsjöbaden) – węgierski szpadzista, srebrny medalista olimpijski i brązowy medalista mistrzostw świata.
Na igrzyskach olimpijskich w Londynie w 1948 roku był piąty w zawodach drużynowych. Na rozgrywanych cztery lata później igrzyskach olimpijskich w Helsinkach drużynowo był piąty, a w zawodach indywidualnych odpadł w ćwierćfinałach. Brał też udział w igrzyskach olimpijskich w Melbourne w 1956 roku Węgrzy w składzie: József Sákovics, Béla Rerrich, Lajos Balthazár, Ambrus Nagy, József Marosi i Barnabás Berzsenyi zdobyli srebrny medal. W rywalizacji indywidualnej ponownie odpadł w ćwierćfinałach.
Podczas mistrzostw świata w Rzymie w 1955 zdobył brązowy medal, startując razem z Balthazárem, Berzsenyim, Marosim, Nagym i Sákovicsem. 
Po IO 1956 – na skutek wydarzeń powstania węgierskiego – pozostał na emigracji i po pobycie w USA zamieszkał w Szwecji, gdzie przez wiele lat pracował jako trener w klubie Djurgårdens IF (w sekcji szermierczej).